# Luigi Sestili
Luigi Sestili (* 9. Juli 1983 in Civitavecchia) ist ein ehemaliger italienischer Radrennfahrer.
Luigi Sestili gewann 2004 eine Etappe bei der Thüringen-Rundfahrt. Im nächsten Jahr gewann er eine Etappe beim Giro delle Regioni und konnte so auch die Gesamtwertung für sich entscheiden. Außerdem gewann er noch eine Etappe beim Giro della Valle d’Aosta und wieder eine bei der Thüringen-Rundfahrt. Ende des Jahres fuhr er bei Naturino-Sapore di Mare als Stagiaire und bekam für die folgende Saison einen Profivertrag. 2008 und 2009 fuhr er für die italienische Mannschaft Ceramica Flaminia. 2009 beendete er seine Radsport-Laufbahn.

## Erfolge
2004
- eine Etappe Thüringen-Rundfahrt

2005
- Gesamtwertung und eine Etappe Giro delle Regioni
- eine Etappe Thüringen-Rundfahrt
- eine Etappe Giro della Valle d’Aosta

## Teams
- 2005 Naturino-Sapore di Mare (Stagiaire)
- 2006 Naturino-Sapore di Mare
- 2007 Aurum Hotels
- 2008–2009 Ceramica Flaminia